# Kraft og Skønhed
Kraft og Skønhed er en dansk stumfilm med Fyrtårnet og Bivognen fra 1928, der er instrueret af Lau Lauritzen Sr. efter manuskript af ham selv og Alice O'Fredericks. Filmen blev genudsendt i 1956 i en tonefilmversion sammen med Kys, Klap og Kommers under titlen Fuld af fiduser.

## Handling
Fyrtårnet og Bivognen er som så mange gange før uden en eneste øre på lommen, uden mad og uden tag over hovedet. Sultne står de og kigger ind i en restaurant med dejlig mad. Men ak, uden penge - ingen mad. Heldigvis møder de to unge piger, der inviterer dem med ind. Pigerne er i en slem knibe, da de ikke - som deres rige onkel tror - går på billedhuggerskole, men i stedet interesserer sig for gymnastik og øvelser. Fy og Bi skal nu hjælpe pigerne ud af kniben: Onklen kommer til byen og vil se en færdig statue. Derfor er det planen at kalke Fy og Bi, så de kan gøre det ud for statue, og missionen lykkes. Vanskeligere bliver det, da onklen vil have statuen med sig hjem.

## Medvirkende
- Carl Schenstrøm - Fyrtaarnet
- Harald Madsen - Bivognen
- Christian Schrøder - Direktør Brown
- Elca Twins - Dora og Flora, Browns niecer
- Christian Arhoff - Peter, Browns nevø
- Jørgen Lund - Jørgen havemand
- Torkil Lauritzen - Poul, Browns nevø
- Kate Fabian - Browns sekretær
- Sven Brasch - Kunstner
- Lili Lani
- Hans W. Petersen
- Gerda Madsen
- Maria Garland
- Karl Jørgensen
- Anton de Verdier
- Carl Fischer